# Krankenversicherung in den Niederlanden
Die Krankenversicherung in den Niederlanden ist eine allgemeine Pflichtversicherung; sie deckt ein als notwendig definiertes Maß an Heilbehandlungen ab.
Am 1. Januar 2006 wurde mit der Gesundheitsreform in den Niederlanden ein neues Krankenversicherungssystem eingeführt. Der klassische Unterschied zwischen der gesetzlichen und der privaten Krankenversicherung ist entfallen. Alle Einwohner der Niederlande sind seit diesem Stichtag verpflichtet, bei einem Krankenversicherungsanbieter eine gesetzlich definierte Krankenversicherung abzuschließen.

## Grundlagen
Historisch bedingt war das niederländische Krankenversicherungssystem für die allgemeine medizinische Versorgung bis 2005 sehr zersplittert. Ein beträchtlicher Teil der Bevölkerung, ungefähr 60 Prozent, war gesetzlich krankenversichert. Andere hatten sich privat versichert, wobei für bestimmte Risikogruppen die Möglichkeit bestand, eine gesetzlich festgelegte Standardpolice abzuschließen. Für bestimmte Beamtengruppen gab es darüber hinaus spezielle öffentlich-rechtliche Krankenversicherungsregelungen. Im Lauf der Jahre waren für die Versicherung gegen die Kosten kurativer medizinischer Behandlungen zwei, einschließlich der speziellen Beamtenregelungen sogar drei Systeme entstanden, die sich hinsichtlich ihrer Grundlagen, ihrer Funktion und ihrer finanziellen Folgen für die Versicherten wesentlich voneinander unterscheiden.
In den Jahren vor der Krankenversicherungsreform wurde allerdings das 
Honorar für die ärztliche Behandlung gesetzlich Krankenversicherter jedes Jahr etwas erhöht und die für die Behandlung privat Krankenversicherter verringert, so dass sich die Erstattungen für beide Patientengruppen bereits Ende der 90er-Jahre angeglichen hatten.
Mit dem neuen Krankenversicherungsgesetz verfolgte Gesundheitsminister Hans Hoogervorst das Ziel, das bestehende zersplitterte System durch eine einheitliche gesetzliche Versicherung für alle Einwohner des Landes zu ersetzen. Das Krankenversicherungsgesetz beendet die Situation, dass Menschen mit vergleichbarem Einkommen deutlich voneinander abweichende Beiträge zahlen und dass die Versicherung von der Beschäftigungssituation abhängt. Das Gesetz sieht nicht nur die Schaffung gleicher Bedingungen für Versicherer und Versicherte vor, sondern auch die Stärkung der Rollen der Bürger, der Leistungsanbieter und der Versicherer, damit sie sich im Gesundheitssystem so effizient wie möglich verhalten. Die Bürger erhalten sowohl mehr finanzielle Verantwortung als auch mehr Einfluss und wirkliche Freiheiten bei der Wahl einer Krankenversicherung. Die Versicherer werden in einen stärkeren Wettbewerb miteinander treten, um für ihre Versicherten bei den Leistungsanbietern das günstigste Preis-Leistungs-Verhältnis herauszuholen. Die Leistungsanbieter müssen ihrerseits leistungsorientierter arbeiten, erhalten aber auch mehr Möglichkeiten, genau die Leistungen anzubieten, die die Bürger brauchen und wünschen.
Die Regierung wollte ein Versicherungssystem schaffen, das einerseits die Eigenverantwortung und die Marktfunktion stärkt und andererseits sozialen Rahmenbedingungen wie der Solidarität zwischen unterschiedlichen Einkommens- und Risikogruppen ein solides Fundament bietet. Vor dem Hintergrund der Reformen, die im Gesundheitswesen in den letzten fünfzehn Jahren durchgeführt worden sind – zum Beispiel die Einführung des Wettbewerbs im Krankenkassenwesen und die Solidaritätszuschläge in den privaten Krankenversicherungen –, ist das neue Krankenversicherungssystem eher ein weiterer logischer Schritt in dieselbe Richtung als ein Bruch mit der Vergangenheit.
Nicht von der Reform betroffen war das Krankengeld, das schon seit den 1930er Jahren erkrankte Arbeitnehmer beziehen können, die keine Lohnfortzahlung mehr vom Arbeitgeber erhalten. Die Krankengeldversicherung ist im Ziektewet (Krankengeldgesetz, wörtlich „Krankheitsgesetz“) geregelt und gehört zu den sogenannten Arbeitnehmerversicherungen (werknemersverzekeringen), Leistungsträger ist das staatliche Uitvoeringsinstituut Werknemersverzekeringen („Durchführungsanstalt für Arbeitnehmer-Sozialversicherungen“, UWV).

## Eckpunkte des Krankenversicherungsgesetzes

### Versicherungspflicht
Alle Einwohner der Niederlande müssen krankenversichert sein. Dazu schließen sie einen Vertrag mit einer Versicherungsgesellschaft. Wie das Leistungspaket aussieht, ist gesetzlich geregelt.

### Standardpaket mit notwendigen Leistungen
Das Standardleistungspaket nach dem neuen Krankenversicherungsgesetz umfasst notwendige, kurative Leistungen, die auf ihre Wirksamkeit, Kosteneffizienz und kollektive Finanzierbarkeit hin geprüft wurden.

### Durchführung durch landesweit operierende Versicherer; Aufnahme- und Leistungspflicht
Durchgeführt wird die Versicherung von privaten Versicherungsgesellschaften, die die im Krankenversicherungsgesetz genannten Voraussetzungen erfüllen. Als Schadenversicherer sind sie außerdem an die Rechtsvorschriften für die Schadenversicherungsbranche gebunden. Gewinnerzielungsabsichten sind erlaubt; der Gewinn kann gegebenenfalls an die Gesellschafter ausgeschüttet werden. Die derzeit aktiven privaten Krankenversicherer können als solche weiter bestehen, und die bisherigen Krankenkassen können sich zu privaten Anbietern umformen. Auch für neue Anbieter ist der Markt offen.
Die Effizienz des neuen Systems ist dadurch gewährleistet, dass die Versicherungsgesellschaften ständig miteinander konkurrieren. Die Versicherten können jährlich den Anbieter wechseln und die Anbieter dürfen niemanden, der in ihrem Tätigkeitsgebiet wohnt, als Versicherten ablehnen.
In welcher Form das Standardpaket angeboten wird, kann der Versicherer grundsätzlich selbst entscheiden. Möglich sind sowohl Sachleistungen als auch die Kostenerstattung oder eine Kombination aus beidem. Auch die Versicherten können sich frei für eine dieser Formen entscheiden.

### Pauschalbeitrag
Fast die Hälfte der gesamten Beitragslast wird in Form eines Pauschalbeitrags von den Versicherten getragen. So wird das Kostenbewusstsein gefördert. Die Versicherer können den Pauschalbeitrag für jede von ihnen angebotene Police selbst festlegen. Dabei gilt allerdings eine wichtige Regel: Für jede Art von Police darf nur ein einziges Beitragsniveau gelten. Das Alter, der Gesundheitszustand oder die soziale Situation des Versicherten darf keine Rolle spielen. Alle, die die gleiche Police haben, zahlen auch die gleichen Beiträge. Unterschiede zwischen den einzelnen Versicherern sind dabei natürlich möglich. So wird der Wettbewerb zwischen den Versicherungsgesellschaften gefördert und das Kostenbewusstsein der Versicherten geschärft. Für Kollektivversicherungen dürfen Beitragsermäßigungen angeboten werden. Dieser Beitrag ist je nach Krankenversicherungsträger unterschiedlich hoch und beträgt im Jahr 2021 durchschnittlich 122,00 € pro Monat.
Versicherte bis 18 Jahre zahlen keinen Pauschalbeitrag. Zur Finanzierung des Systems für Minderjährige wird ein staatlicher Beitrag in den Krankenversicherungsfonds eingezahlt.

### Einkommensabhängiger Beitrag
Zusätzlich zum Pauschalbeitrag ist im Krankenversicherungsgesetz ein einkommensabhängiger Versicherungsbeitrag vorgesehen. Er wird als Prozentsatz vom Einkommen berechnet (für Arbeitnehmer im Jahr 2008: 7,2 Prozent bis 30.000 Euro; im Jahr 2022: 6,75 Prozent bis 59.706 Euro). Die Arbeitgeber sind verpflichtet, ihren Arbeitnehmern den von ihnen gezahlten einkommensabhängigen Beitrag zu erstatten. Für die Einziehung dieser Beiträge und ihre Einzahlung in einen Krankenversicherungsfonds (oder: 'Gesundheitsfonds') ist die Steuerbehörde verantwortlich. Die einkommensabhängigen Beiträge werden – über die gesamte Bevölkerung gerechnet – etwa 50 Prozent der gesamten Beitragslast abdecken.

### Staatliche Beiträge
Die Beiträge für Kinder und Jugendliche unter 18 Jahren werden durch staatliche Einzahlungen in den Krankenversicherungsfonds finanziert.

### Risikoausgleich
Die Einnahmen der Versicherungsgesellschaften bestehen aus den Pauschalbeiträgen ihrer Versicherten und aus den Risikoausgleichszahlungen, die sie – je nach Risikoprofil ihrer Versicherten – aus dem Krankenversicherungsfonds (oder: 'Gesundheitsfonds') erhalten. Ohne ein gut funktionierendes Risikoausgleichssystem wäre eine Kontrahierungspflicht nicht realisierbar, denn die Versicherer haben dadurch keinen Einfluss darauf, wen sie aufnehmen und wen nicht. Bei überproportional vielen „schlechten Risiken“ könnten sich dann erhebliche finanzielle Probleme ergeben. Um dies zu verhindern und ein „Level Playing Field“ für die Versicherer zu schaffen, ist ein Risikoausgleichssystem mit klaren und für alle Versicherer identischen Kriterien unverzichtbar.

### Selbstbeteiligung
Für alle Versicherten ab 18 Jahren gilt seit 2008 eine verpflichtete Selbstbeteiligung von aktuell 385 Euro pro Jahr. Daneben können die Versicherer auch eine weitergehende freiwillige Selbstbeteiligung anbieten: Sie kann von 100 bis 500 Euro pro Jahr variieren. Die verpflichtete Selbstbeteiligung hat die 2006 eingeführte Beitragsrückzahlung ersetzt. Unter diesem System hatten Versicherte ab 18 Jahren, die in einem Kalenderjahr keine oder nur wenige medizinische Leistungen in Anspruch namen, Anrecht auf eine Beitragsrückzahlung. Das war dann der Fall, wenn der Wert der versicherten Leistungen, die in dem betreffenden Kalenderjahr in Anspruch genommen worden sind, einen vorab festgesetzten Höchstbetrag nicht übersteigt. Dem Versicherten wurde dann die Differenz zwischen dem Wert der in Anspruch genommenen Leistungen und diesem Höchstbetrag (2006: 255 Euro) erstattet.

### Gesundheitszuschuss
Mit der Einführung des Krankenversicherungsgesetzes wird für alle Versicherten ein einheitliches Beitragssystem geschaffen. Die Beiträge bestehen wie gesagt aus einem einkommensabhängigen Teil, der von der Steuerbehörde eingezogen wird, und einem pauschalen Teil, der direkt an die Versicherer zu zahlen ist. Um sicherzustellen, dass durch die Krankenversicherung niemand finanziell überfordert wird, wurde ein Gesundheitszuschuss eingeführt. Die Höhe dieses Zuschusses richtet sich nach dem Einkommen der Versicherten.
Kompensiert wird damit der Teil der Pauschalbeiträge, der eine als zumutbar festgesetzte Grenze übersteigt. Damit Bürger auch wirklich die Angebote verschiedener Versicherer miteinander vergleichen, werden bei der Berechnung der Höhe des Gesundheitszuschusses nicht die tatsächlich gezahlten Versicherungsbeiträge zugrunde gelegt, sondern der durchschnittliche Betrag der Pauschalbeiträge auf dem Markt.
Für die Auszahlung der Zuschüsse ist eine neue, der Steuerbehörde angegliederte Stelle zuständig. Die für einen Zuschuss infrage kommenden Bürger müssen jährlich einen Antrag stellen, in dem sie ihr eigenes Einkommen und das ihres Partners für das kommende Jahr schätzen. Auf dieser Grundlage erhalten sie dann jeden Monat vom Staat einen Zuschuss.

## Langfristige Versorgung
1968 trat das sogenannte Allgemeine Gesetz Besondere Krankheitskosten (die Algemene Wet Bijzondere Ziektekosten, AWBZ) in Kraft. Es sah eine Pflichtversicherung für alle Einwohner der Niederlande gegen schwerwiegende medizinische Risiken vor, die für den Einzelnen als unversicherbar galten. Zu denken ist hier an Aufenthalte in einer Einrichtung für Behinderte oder in einem Pflegeheim oder aber an sehr lange Krankenhausaufenthalte. Diese Versicherung sollte auch nach dem 1. Januar 2006 bis auf weiteres neben der neuen Krankenversicherung fortbestehen.
Zum 1. Januar 2015 wurde die AWBZ durch das Gesetz über die Langzeitpflege (die Wet Langdurige Zorg, WLZ) ersetzt.